# Marie de Coulanges
Ne doit pas être confondu avec Marie-Angélique de Coulanges.
Marie de Coulanges (1603-1633) est la mère de Madame de Sévigné.

## Famille
Marie de Coulanges naît en 1603. Fille de Philippe de Coulanges, seigneur de la Tour-Coulanges, conseiller d'État et de Marie de Bèze, elle épouse le 14 mai 1623 Celse Bénigne de Rabutin-Chantal, gentilhomme. Disgracié par le Cardinal de Richelieu, il s'engage pour combattre les anglais à l'Ile de Ré, lors du siège de la Rochelle. Il meurt le 22 juillet 1627 à la tête de son escadron, sous les ordres de Toiras. 
Marie de Coulanges donne naissance à Marie de Rabutin-Chantal, Madame de Sévigné, le 5 février 1626, dans l'Hôtel particulier de la Place Royale du Marais. Cette dernière ne semble pas avoir gardé le souvenir de sa mère, qu'elle n'a côtoyée que peu, et qui n'est pas citée dans ses Lettres.     
Veuve à 24 ans, elle refuse la proposition de mariage du maréchal de Toiras, et décède 6 ans plus tard.    
Une rue Marie de Coulanges existe à Marseille, dans le 9e arrondissement.